# Ecococina

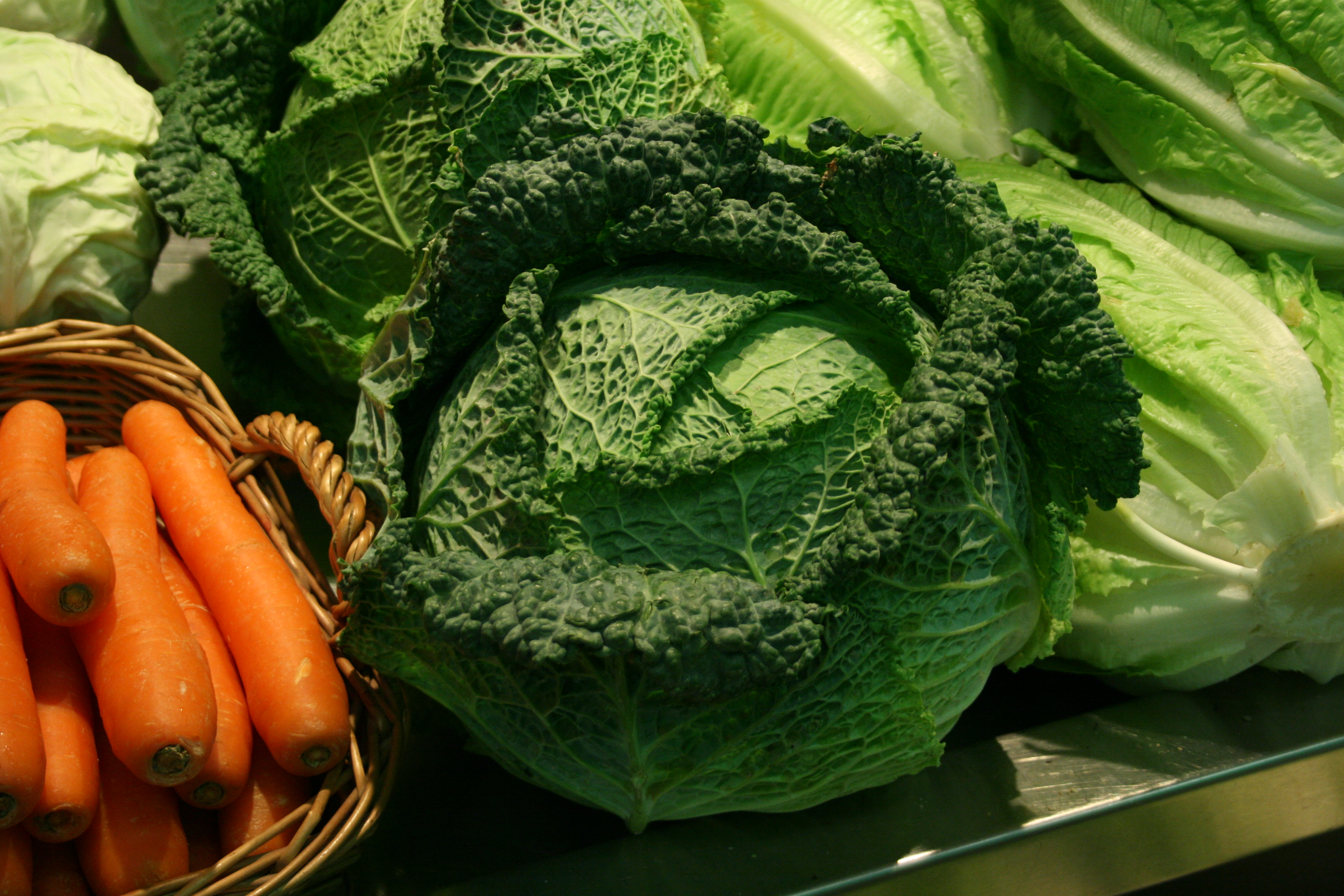
La 'ecogastronomía' retoma ideas de la ecología a la hora de elegir sus ingredientes.

La Ecococina (denominada también ecograstronomía) se trata de un concepto gastronómico en el que se procura elegir los ingredientes de los platos de tal forma que prevalezca la conservación del entorno y respeto por el medio ambiente. El concepto nace como extensión de la idea nutricional de mantener el organismo de forma saludable, dicha extensión se lleva al mantenimiento de un entorno saludable. Esta idea surge a comienzos del siglo XXI como intento globalizador de mantener un equilibrio entre gastronomía y ecología.

## Características
La idea de la 'ecococina' es la de elegir los ingredientes de un menú de tal forma que forme parte de una economía sostenible. La idea sostenible se fundamenta en el empleo de ingredientes locales frente a los ingredientes lejanos o locales. Esta idea se fundamenta en un rechazo a la globalización frente al Terroir. En algunos casos la ecogastronomía surge como una contraposición de la idea económica de la comida rápida frente al slow food (corriente fundada por Carlo Petrini).